# Аеростар
«Аеростар» — українська авіаційна компанія, основним видом діяльності якої є організація приватних перельотів на літаках бізнес-класу. Компанія спеціалізується в області чартерних та ділових бізнес-перевезень, є партнером найбільших українських, а також зарубіжних компаній, надає послуги авіатаксі. Компанія була заснована в 1997 році. Президент компанії: Шахреддін Аскеров. Основні аеропорти — Аеропорт «Бориспіль» та Жуляни.

## Флот

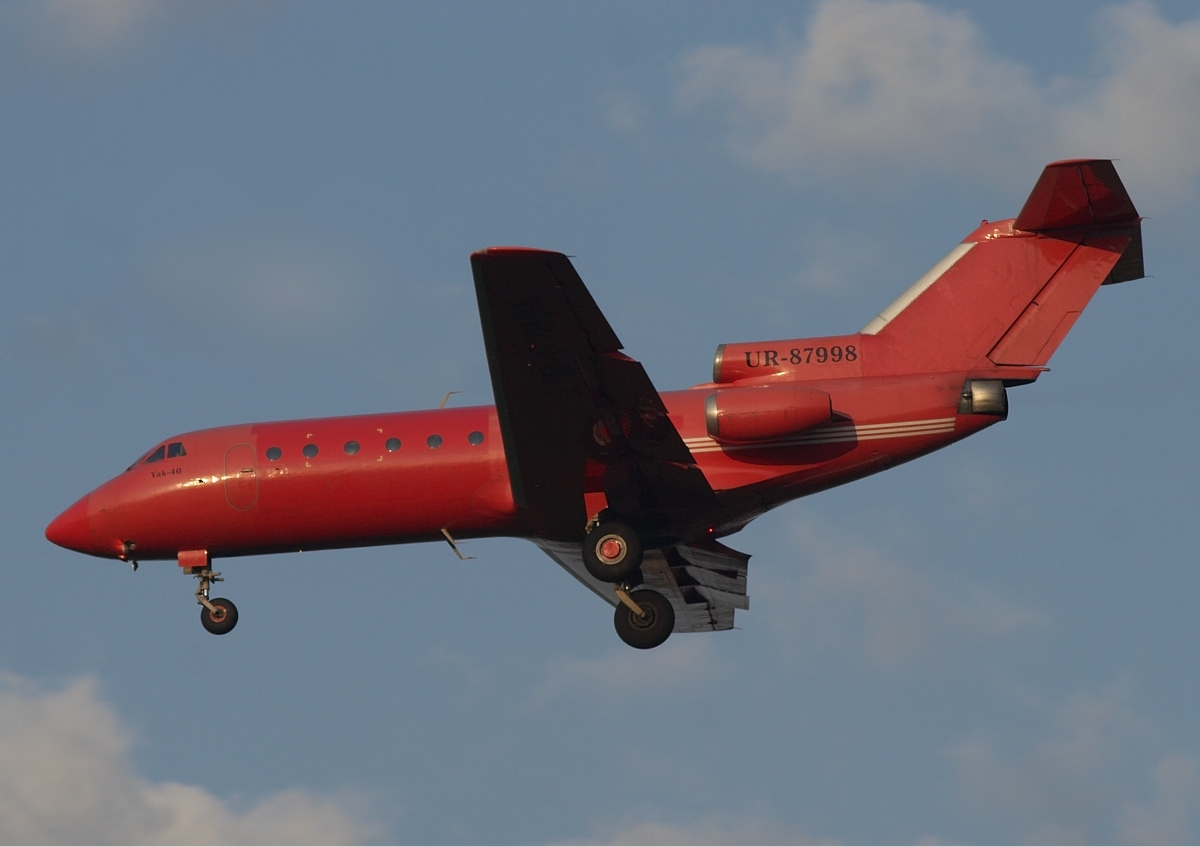
Aerostar, Як-40, UR-87998

- Fairchild Dornier 328JET
- Dassault Falcon 20
- Dassault Falcon 900
- Falcon 2000 EX
- King Air 350
- Cessna Citation Mustang
- Шість одиниць Як-40[2][1].